# Brygady rakietowe
Brygady rakietowe – rakietowe związki taktyczne, składające się z baterii, dywizjonów lub pułków rakiet, pododdziałów technicznych i dowodzenia.
Wyróżnia się także brygady rakiet przeciwlotniczych, czyli jednostki występujące w związkach operacyjnych służące do osłony elementów ugrupowania operacyjnego wojsk przed uderzeniami z powietrza. Brygady wykonują zadania samodzielnie lub z innymi środkami obrony przeciwlotniczej. Tworzą wspólnie z sąsiednimi oddziałami rakiet przeciwlotniczych ciągłą strefę ognia.

## Radzieckie brygady rakietowe
| Okręgowe i armijne brygady uzbrojone w ZT R-17 Elbrus w 1991 |                                      |
| Nazwa brygady                                                | Dyslokacja                           |
| 6 Brygada Rakiet Operacyjno-Taktycznych                      | 6 Armia/Leningradzki Okręg Wojskowy  |
| 9 Brygada Rakiet Operacyjno-Taktycznych                      | Odeski Okręg Wojskowy                |
| 11 Brygada Rakiet Operacyjno-Taktycznych                     | 8 Armia/Zachodnia Grupa Wojsk        |
| 21 Brygada Rakiet Operacyjno-Taktycznych                     | Leningradzki Okręg Wojskowy          |
| 22 Brygada Rakiet Operacyjno-Taktycznych                     | Białoruski Okręg Wojskowy            |
| 27 Brygada Rakiet Operacyjno-Taktycznych                     | Zachodnia Grupa Wojsk                |
| 34 Brygada Rakiet Operacyjno-Taktycznych                     | Odeski Okręg Wojskowy                |
| 35 Brygada Rakiet Operacyjno-Taktycznych                     | Przykarpacki Okręg Wojskowy          |
| 36 Brygada Rakiet Operacyjno-Taktycznych                     | 3 Armia/Zachodnia Grupa Wojsk        |
| 38 Brygada Rakiet Operacyjno-Taktycznych                     | 13 Armia/Przykarpacki Okręg Wojskowy |
| 47 Brygada Rakiet Operacyjno-Taktycznych                     | Północno-Kaukaski Okręg Wojskowy     |
| 76 Brygada Rakiet Operacyjno-Taktycznych                     | 7APanc/Białoruski Okręg Wojskowy     |
| 90 Brygada Rakiet Operacyjno-Taktycznych                     | Zakaukaski Okręg Wojskowy            |
| 95 Brygada Rakiet Operacyjno-Taktycznych                     | Moskiewski Okręg Wojskowy            |
| 99 Brygada Rakiet Operacyjno-Taktycznych                     | Północno-Kaukaski Okręg Wojskowy     |
| 106 Brygada Rakiet Operacyjno-Taktycznych                    | Odeski Okręg Wojskowy                |
| 112 Brygada Rakiet Operacyjno-Taktycznych                    | 2APanc/Zachodnia Grupa Wojsk         |
| 114 Brygada Rakiet Operacyjno-Taktycznych                    | Północna Grupa Wojsk                 |
| 119 Brygada Rakiet Operacyjno-Taktycznych                    | Zakaukaski Okręg Wojskowy            |
| 131 Brygada Rakiet Operacyjno-Taktycznych                    | Leningradzki Okręg Wojskowy          |
| 136 Brygada Rakiet Operacyjno-Taktycznych                    | 4 Armia/Zakaukaski Okręg Wojskowy    |
| 149 Brygada Rakiet Operacyjno-Taktycznych                    | Przybałtycki Okręg Wojskowy          |
| 152 Brygada Rakiet Operacyjno-Taktycznych                    | Przybałtycki Okręg Wojskowy          |
| 164 Brygada Rakiet Operacyjno-Taktycznych                    | Zachodnia Grupa Wojsk                |
| 173 Brygada Rakiet Operacyjno-Taktycznych                    | 14 Armia/Odeski Okręg Wojskowy       |
| 175 Brygada Rakiet Operacyjno-Taktycznych                    | Zachodnia Grupa Wojsk                |
| 176 Brygada Rakiet Operacyjno-Taktycznych                    | 7Armia/Zakaukaski Okręg Wojskowy     |
| 181 Brygada Rakiet Operacyjno-Taktycznych                    | 1Armia/Zachodnia Grupa Wojsk         |

| Okręgowe i armijne brygady uzbrojone w ZT 9K729 Toczka w 1991 |                                     |
| Nazwa brygady                                                 | Dyslokacja                          |
| 123 Brygada Rakiet Operacyjno-Taktycznych                     | 1 A/Kijowski Okręg Wojskowy         |
| 189 Brygada Rakiet Operacyjno-Taktycznych                     | 14A/ Odeski Okręg Wojskowy          |
| 199 Brygada Rakiet Operacyjno-Taktycznych                     | 8APanc/ Przykarpacki Okręg Wojskowy |
| 233 Brygada Rakiet Operacyjno-Taktycznych                     | 7APanc/ Białoruski Okręg Wojskowy   |
| 432 Brygada Rakiet Operacyjno-Taktycznych                     | 1APanc/ Zachodnia Grupa Wojsk       |
| 442 Brygada Rakiet Operacyjno-Taktycznych                     | Moskiewski Okręg Wojskowy           |
| 448 Brygada Rakiet Operacyjno-Taktycznych                     | 3 A/ Zachodnia Grupa Wojsk          |
| 449 Brygada Rakiet Operacyjno-Taktycznych                     | 8A/ Zachodnia Grupa Wojsk           |
| 458 Brygada Rakiet Operacyjno-Taktycznych                     | 2APanc/ Zachodnia Grupa Wojsk       |
| 459 Brygada Rakiet Operacyjno-Taktycznych                     | Kijowski Okręg Wojskowy             |
| 460 Brygada Rakiet Operacyjno-Taktycznych                     | 5APanc/ Białoruski Okręg Wojskowy   |
| 461 Brygada Rakiet Operacyjno-Taktycznych                     | 13A/Przybałtycki Okręg Wojskowy     |
| 463 Brygada Rakiet Operacyjno-Taktycznych                     | 11A/Przybałtycki Okręg Wojskowy     |
| 464 Brygada Rakiet Operacyjno-Taktycznych                     | 20A/ Zachodnia Grupa Wojsk          |
| 465 Brygada Rakiet Operacyjno-Taktycznych                     | 28A Białoruski Okręg Wojskowy       |

| Okręgowe i armijne brygady rakiet przeciwlotniczych w 1991 |                                        |
| Nazwa brygady                                              | Dyslokacja                             |
| 5 Brygada Rakiet Przeciwlotniczych                         | 13 KA / Moskiewski Okręg Wojskowy      |
| 18 Brygada Rakiet Przeciwlotniczych                        | 8A / Zachodnia Grupa Wojsk             |
| 29 Brygada Rakiet Przeciwlotniczych                        | 7APanc / Białoruski Okręg Wojskowy     |
| 43 Brygada Rakiet Przeciwlotniczych                        | Przybałtycki Okręg Wojskowy            |
| 46 Brygada Rakiet Przeciwlotniczych                        | Odeski Okręg Wojskowy                  |
| 49 Brygada Rakiet Przeciwlotniczych                        | 3A/ Zachodnia Grupa Wojsk              |
| 53 Brygada Rakiet Przeciwlotniczych                        | 1 APanc / Zachodnia Grupa Wojsk        |
| 55 Brygada Rakiet Przeciwlotniczych                        | Południowa Grupa Wojsk                 |
| 56 Brygada Rakiet Przeciwlotniczych                        | 5 APanc / Białoruski Okręg Wojskowy    |
| 59 Brygada Rakiet Przeciwlotniczych                        | 7A/Zakaukaski Okręg Wojskowy           |
| 61 Brygada Rakiet Przeciwlotniczych                        | 2APanc / Zachodnia Grupa Wojsk         |
| 62 Brygada Rakiet Przeciwlotniczych                        | 13A / Przykarpacki Okręg Wojskowy      |
| 67 Brygada Rakiet Przeciwlotniczych                        | 20A / Zachodnia Grupa Wojsk            |
| 102 Brygada Rakiet Przeciwlotniczych                       | 12 KA/Północno-Kaukaski Okręg Wojskowy |
| 108 Brygada Rakiet Przeciwlotniczych                       | 1 A / Kijowski Okręg Wojskowy          |
| 117 Brygada Rakiet Przeciwlotniczych                       | 4A / Zakaukaski Okręg Wojskowy         |
| 120 Brygada Rakiet Przeciwlotniczych                       | 28A/ Białoruski Okręg Wojskowy         |
| 133 Brygada Rakiet Przeciwlotniczych                       | Zachodnia Grupa Wojsk                  |
| 137 Brygada Rakiet Przeciwlotniczych                       | Kijowski Okręg Wojskowy                |
| 138 Brygada Rakiet Przeciwlotniczych                       | 8APanc / Przykarpacki Okręg Wojskowy   |
| 140 Brygada Rakiet Przeciwlotniczych                       | Północna Grupa Wojsk                   |
| 141 Brygada Rakiet Przeciwlotniczych                       | Leningradzki Okręg Wojskowy            |
| 147 Brygada Rakiet Przeciwlotniczych                       | Białoruski Okręg Wojskowy              |
| 151 Brygada Rakiet Przeciwlotniczych                       | Przywołżańsko-Uralski Okręg Wojskowy   |
| 156 Brygada Rakiet Przeciwlotniczych                       | 14A/ Odeski Okręg Wojskowy             |
| 157 Brygada Rakiet Przeciwlotniczych                       | Zachodnia Grupa Wojsk                  |
| 163 Brygada Rakiet Przeciwlotniczych                       | Zachodnia Grupa Wojsk                  |
| 179 Brygada Rakiet Przeciwlotniczych                       | Północno-Kaukaski Okręg Wojskowy       |
| 202 Brygada Rakiet Przeciwlotniczych                       | Zachodnia Grupa Wojsk                  |
| 223 Brygada Rakiet Przeciwlotniczych                       | 38A/ Przykarpacki Okręg Wojskowy       |
| 252 Brygada Rakiet Przeciwlotniczych                       | Zachodnia Grupa Wojsk                  |
| 269 Brygada Rakiet Przeciwlotniczych                       | 6APanc / Kijowski Okręg Wojskowy       |
| 271 Brygada Rakiet Przeciwlotniczych                       | 6A / Leningradzki Okręg Wojskowy       |
| 295 Brygada Rakiet Przeciwlotniczych                       | 11 A / Przybałtycki Okręg Wojskowy     |
| 296 Brygada Rakiet Przeciwlotniczych                       | Zakaukaski Okręg Wojskowy              |
| 297 Brygada Rakiet Przeciwlotniczych                       | Przywołżańsko-Uralski Okręg Wojskowy   |